# BlueSpice
BlueSpice MediaWiki (viết tắt: BlueSpice) là một phần mềm wiki tự do dựa trên phần mềm MediaWiki và được cấp phép theo Giấy phép Công cộng GNU. Phần mềm được phát triển đặc biệt cho các doanh nghiệp dưới dạng phân phối wiki doanh nghiệp cho MediaWiki và được sử dụng trên hơn 150 quốc gia.

## Lịch sử
Năm 2007, công ty Hallo Welt! tại Đức bắt đầu phát triển phần mềm wiki mã nguồn mở BlueSpice. Ban đầu dự án được khởi xướng với tên gọi "bluepedia" bởi IBM, người muốn triển khai MediaWiki trên các wiki của họ nhưng không thể chịu được những nhược điểm của phần mềm này.
Năm 2011, Hallo Welt! quyết định phát hành wiki của họ như một phần mềm mã nguồn mở tự do. Phiên bản ổn định của BlueSpice được phát hành lần đầu vào ngày 4 tháng 7 năm 2011.:28 Kể từ đó, một phiên bản để tải xuống được phát hành miễn phí trên SourceForge. Bản phát hành ban đầu của BlueSpice chỉ là một vài phần mở rộng nhưng đã được phát triển thành một bản phân phối độc lập hoàn chỉnh sử dụng phiên bản MediaWiki mới nhất làm hệ thống cốt lõi và cung cấp hơn 50 tiện ích mở rộng cùng với giao diện người dùng riêng biệt. Theo các nguồn độc lập, BlueSpice là một trong những phần mềm wiki phổ biến nhất để quản lý tri thức trong các tổ chức.
Vào mùa thu năm 2013, Hallo Welt! đã phát hành phiên bản làm lại hoàn toàn của BlueSpice là BlueSpice 2. Theo các nhà phát triển BlueSpice, phiên bản này nhằm mục đích cung cấp BlueSpice cho các lập trình viên tự do của cộng đồng MediaWiki toàn cầu và nhiều phiên bản ngôn ngữ.
Năm 2014, BlueSpice cho MediaWiki đãvtrở thành một dự án của Translatewiki.net. Tháng 1 năm 2015, các nhà phát triển đã thông báo rằng họ sẽ chuyển sang mô hình đăng ký.

## Chức năng và công nghệ

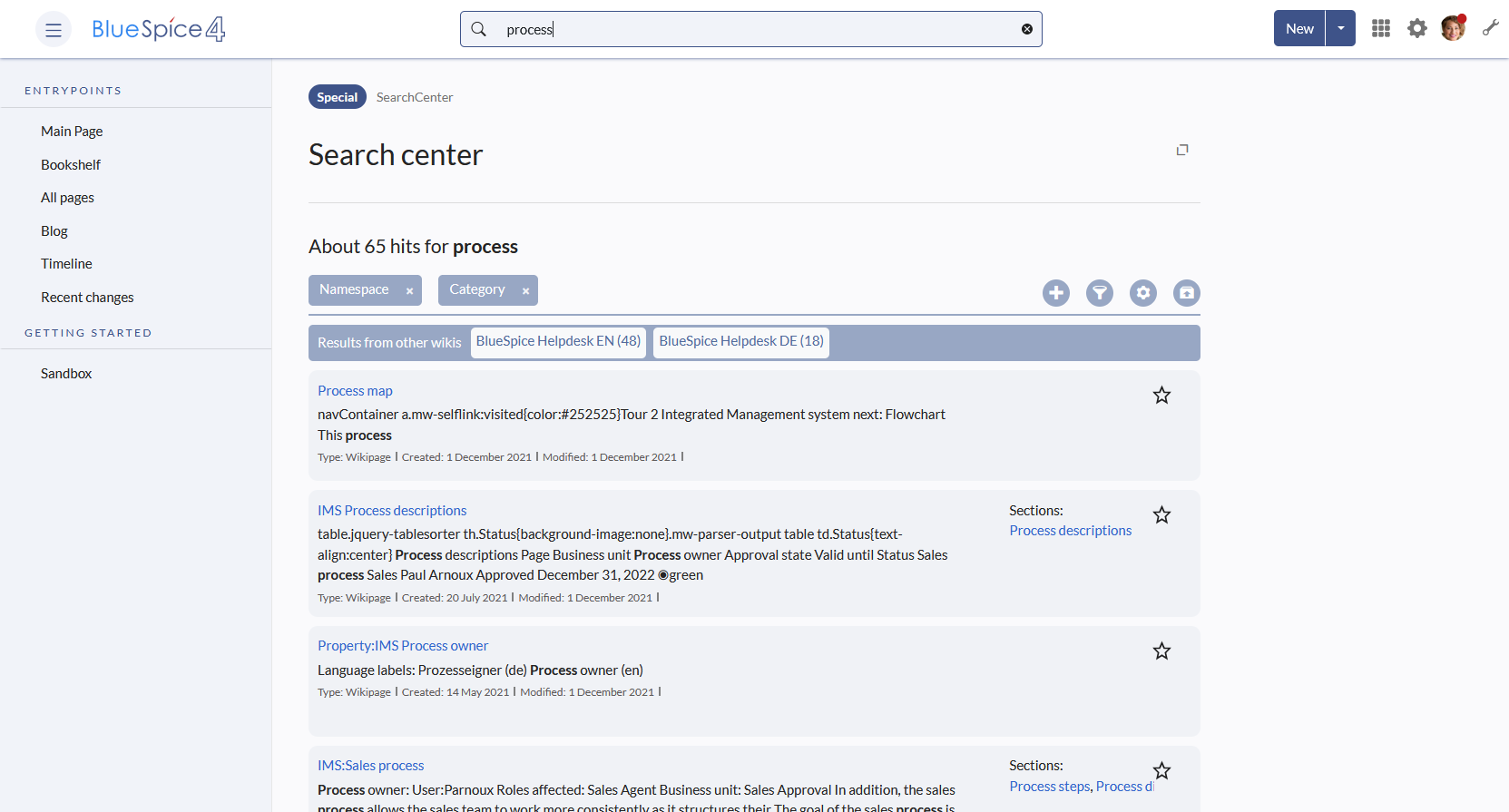
Công cụ tìm kiếm (Elasticsearch)

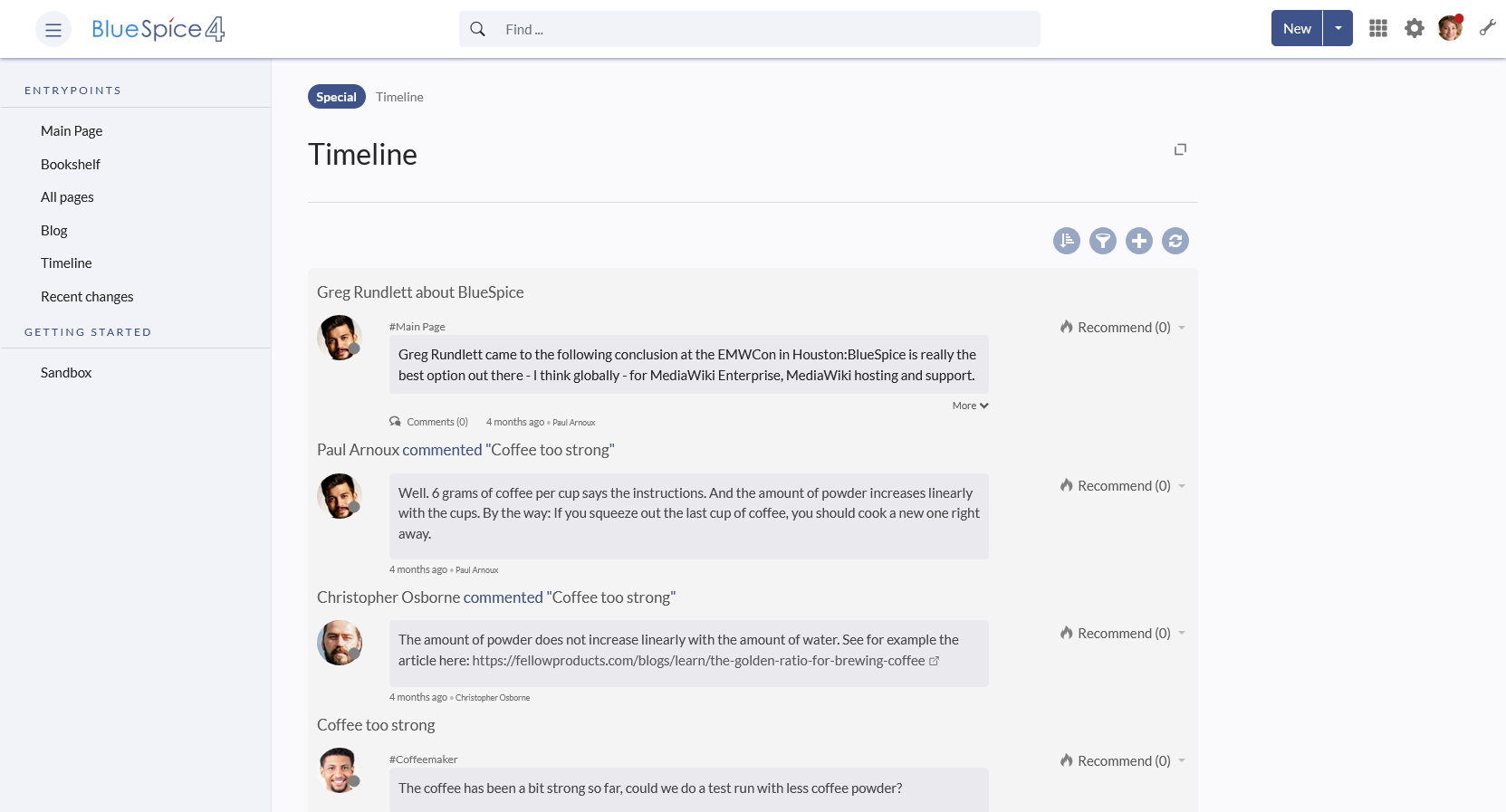
Dòng thời gian để theo dõi các cuộc thảo luận và bài đăng

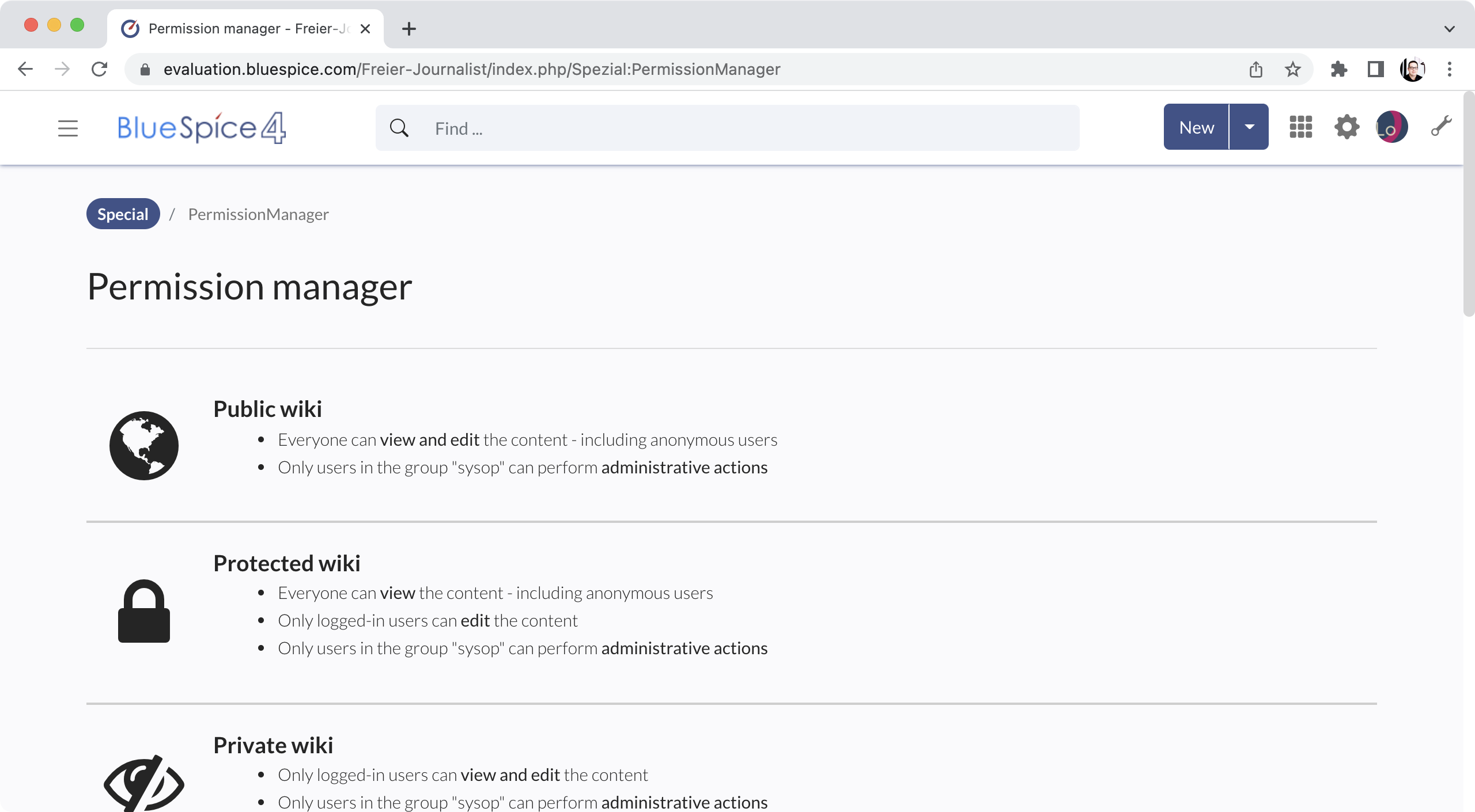
Giao diện đồ họa cho trang quản lý quyền hạn

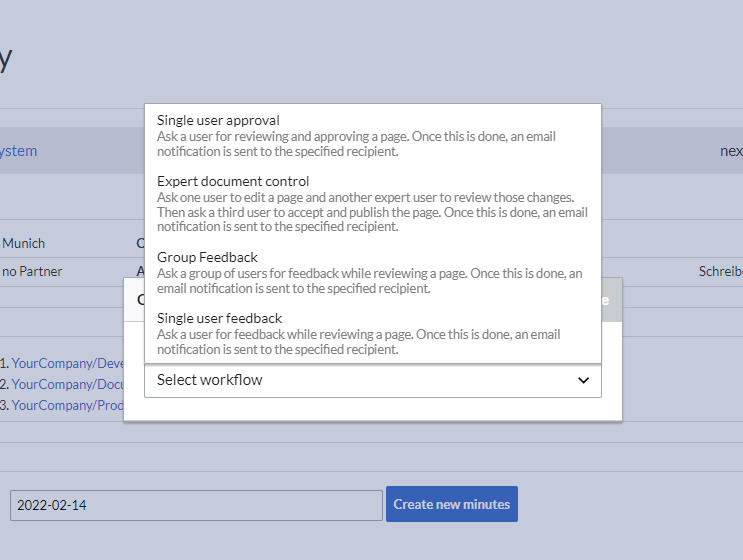
Chức năng quy trình làm việc để đảm bảo chất lượng bài viết

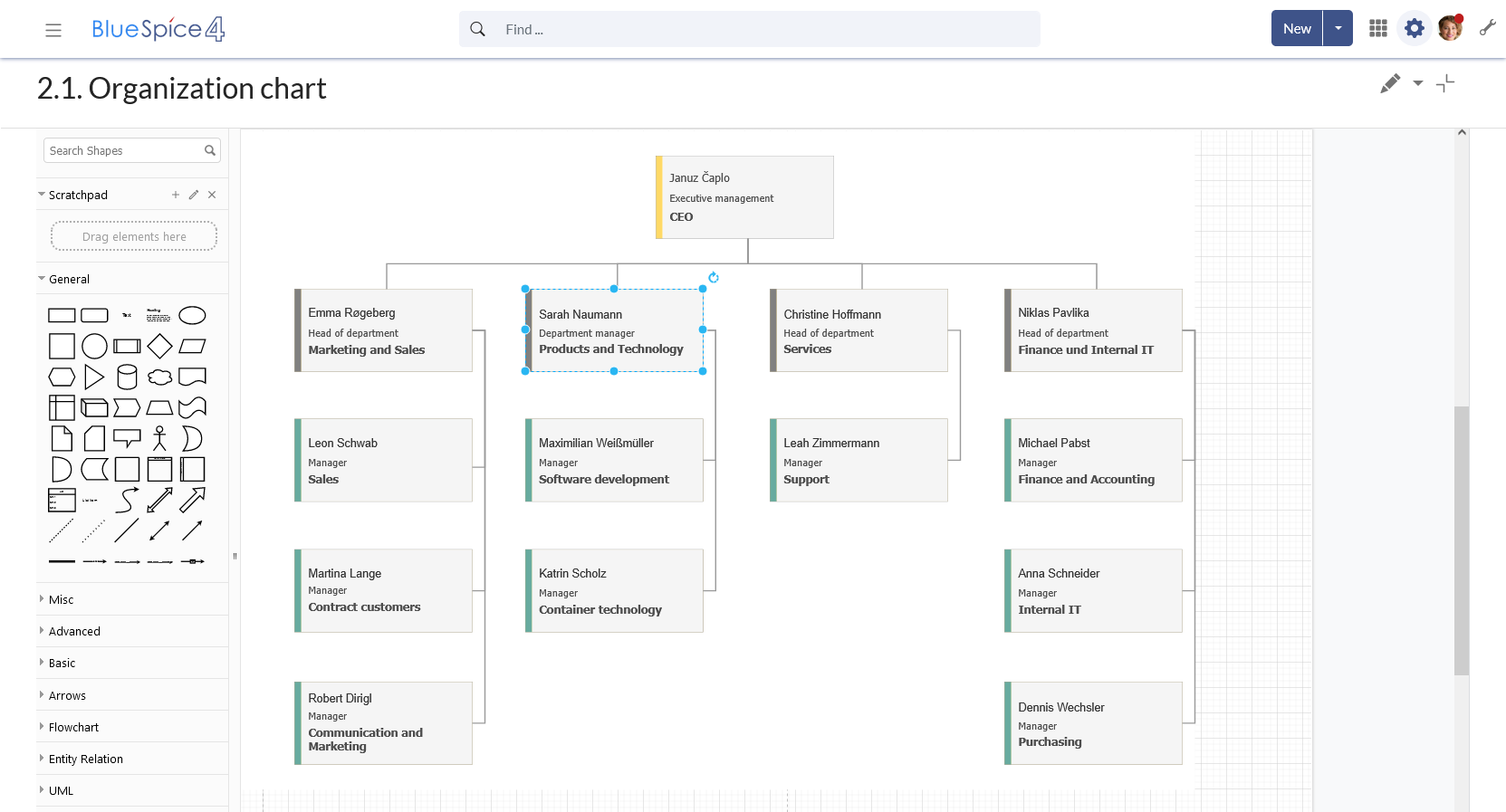
Biểu diễn sơ đồ với DrawioEditor

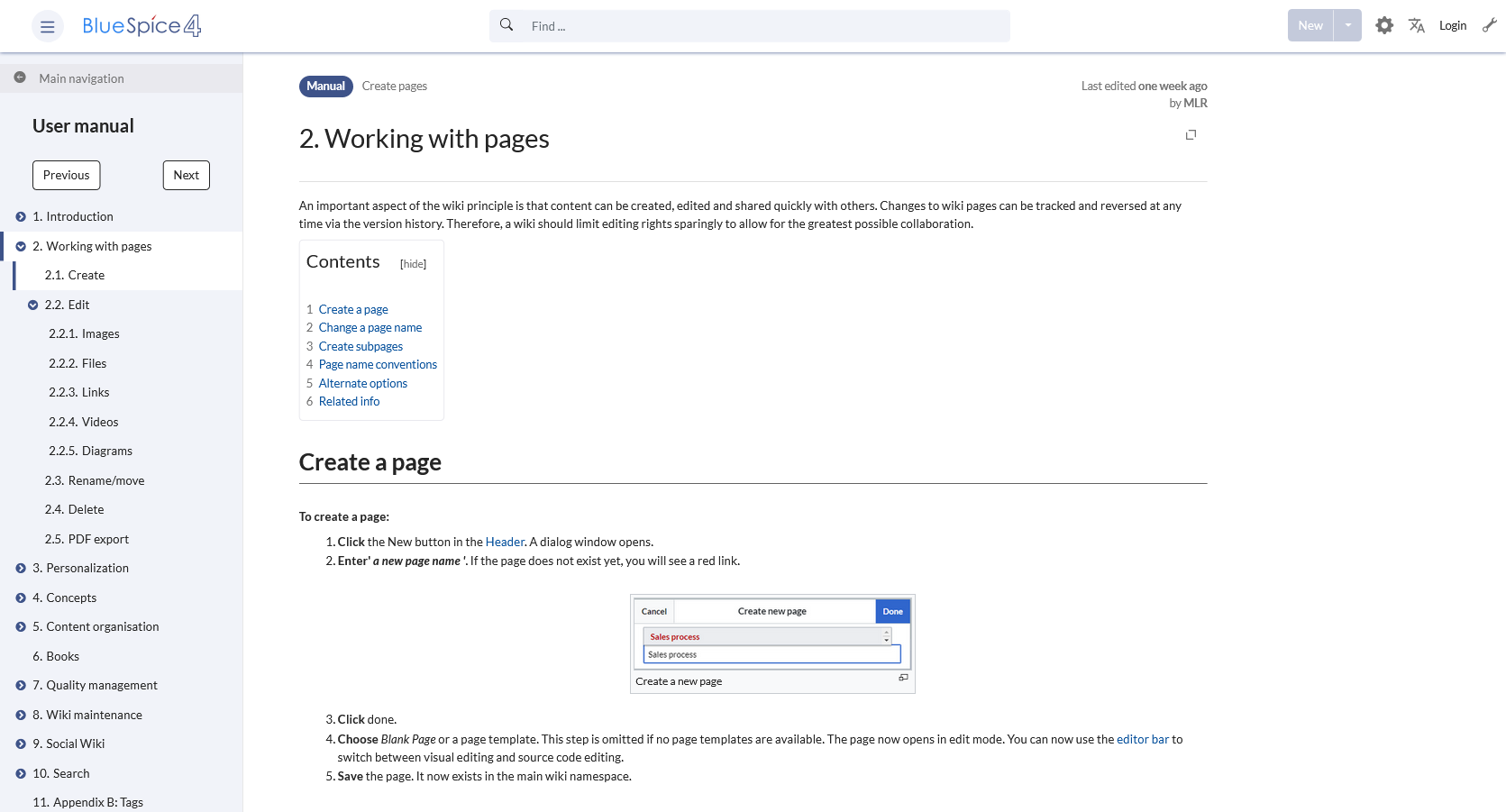
Chức năng sách

BlueSpice được viết bằng trên PHP và sử dụng MySQL, Apache/IIS, Tomcat (tùy chọn). BlueSpice được phát hành dưới một phiên bản miễn phí và hai phiên bản trả phí. Phiên bản miễn phí bổ sung hơn 50 tiện ích mở rộng cho MediaWiki, chủ yếu là cho các phần:
- Soạn thảo trực quan: cho phép chỉnh sửa mà không cần kiến thức về mã wiki (WYSIWYG).[10]
- Sửa đổi: BlueSpice cung cấp một trình soạn thảo trực quan được sửa lại từ VisualEditor của MediaWiki, giúp việc tạo và sửa đổi nội dung trên wiki của bạn dễ dàng hơn.
- Tìm kiếm và điều hướng: Công cụ tìm kiếm mở rộng (Elaticsearch) cung cấp các chức năng tìm kiếm nâng cao, chẳng hạn như tìm kiếm dựa trên khía cạnh. Các kết quả tìm kiếm có thể được sắp xếp hoặc lọc theo thể loại, không gian tên, tác giả, dữ liệu ngữ nghĩa, kiểu dữ liệu, v.v. Công cụ cũng hỗ trợ các tập tin đính kèm và cũng cung cấp các tính năng phổ biến như tự động điền và tìm kiếm khi bạn nhập.
- Quản trị: Quản lý người dùng, không gian tên, nhóm, quyền hạn và cài đặt một cách thuận tiện thuận tiện.

## Giấy phép
Tất cả các phần mở rộng của BlueSpice được xuất bản theo giấy phép phần mềm mã nguồn mở; trong đó, các chức năng do Hallo Welt! được phát hành theo giấy phép GPLv3.